# Министерство по налогам и сборам Республики Беларусь
Министерство по налогам и сборам Республики Беларусь (бел. Міністэрства па падатках і зборах Рэспублікi Беларусь) — республиканский орган государственного управления, подчиняющийся Совету Министров Республики Беларусь.

## История создания
Государственная налоговая служба в республике создана постановлением Совета Министров БССР от 02.04.1990 № 78 в системе Министерства финансов БССР в составе — Главная государственная налоговая инспекция Минфина БССР и 185 государственных налоговых инспекций по областям, городам, районам и районам в городах.
Постановлением Совета Министров Республики Беларусь от 05.08.1992 № 485 «Вопросы укрепления налоговой службы» в Главной государственной налоговой инспекции создано управление налоговых расследований и соответствующие подразделения в государственных налоговых инспекциях по областям и г. Минску и в городах с численностью населения свыше 90 тыс. человек.
Указом Президента Республики Беларусь от 17.10.1994 № 150 Главная государственная налоговая инспекция при Министерстве финансов переименована в Главную государственную налоговую инспекцию при Кабинете Министров Республики Беларусь и наделена правами министерств и самостоятельных ведомств.
Указом Президента Республики Беларусь от 11.01.1997 № 30 Главная государственная налоговая инспекция при Кабинете Министров Республики Беларусь была преобразована в Государственный налоговый комитет Республики Беларусь, который вошёл в систему республиканских органов государственного управления, подчинённых Правительству Республики Беларусь.
Указом Президента Республики Беларусь от 11.02.1998 № 71 Главное управление налоговых расследований, входящее в состав Государственного налогового комитета, преобразовано в Государственный комитет финансовых расследований Республики Беларусь.
Указом Президента Республики Беларусь от 03.08.1999 № 456 при Государственном налоговом комитете Республики Беларусь создан Комитет по контролю за производством и оборотом алкогольной, непищевой спиртосодержащей продукции, спирта этилового из непищевого сырья и табачных изделий.
Указом Президента Республики Беларусь от 24.09.2001 № 516 Государственный налоговый комитет преобразован в Министерство по налогам и сборам Республики Беларусь, а Комитет по контролю за производством и оборотом алкогольной, непищевой спиртосодержащей продукции, спирта этилового из непищевого сырья и табачных изделий при Государственном налоговом комитете в департамент по контролю за производством и оборотом алкогольной, непищевой спиртосодержащей продукции, спирта этилового из непищевого сырья и табачных изделий Министерства по налогам и сборам без прав юридического лица. C 16 августа 2004 г. департамент преобразован в управление контроля за подакцизными товарами главного управления организации контрольной деятельности. В 2009 году было создано главное управление контроля подакцизных товаров и электронных технологий.
Деятельность налоговых органов в республике регламентируется Положением о Министерстве по налогам и сборам Республики Беларусь, утверждённым постановлением Совета Министров Республики Беларусь от 31.10.2001 № 1592 «Вопросы Министерства по налогам и сборам Республики Беларусь», Указом Президента Республики Беларусь от 16.10.2009 № 510 «О совершенствовании контрольной (надзорной) деятельности в Республике Беларусь, Налоговым кодексом Республики Беларусь, Типовым положением об инспекции Министерства по налогам и сборам Республики Беларусь, утвержденным постановлением МНС от 28.12.2001 № 136 (в редакции постановления МНС от 19.03.2010 № 17). Для обсуждения и выработки решений по наиболее важным вопросам утверждена коллегия МНС.
В структуру МНС входят 153 инспекции МНС, из них 7 – по областям и г.Минску, 146 – по районам, городам, районам в городах.
Подготовка специалистов для налоговых органов осуществляется в УО «Белорусский государственный экономический университет», в Академии управления при Президенте Республики Беларусь, на экономических факультетах других учебных заведений республики. Повышение квалификации кадров осуществляется на базе учебных учреждений при учебных заведениях республики. Среди них ведущее место занимают Институт государственной службы Академии управления при Президенте Республики Беларусь, Институт повышения квалификации и переподготовки экономических кадров УО «Белорусский государственный экономический университет», УО «Учебный центр подготовки, повышения квалификации и переподготовки кадров» Министерства финансов Республики Беларусь.
Указом Президента Республики Беларусь от 04.11.1998 № 527 установлен профессиональный праздник «День работников налоговых органов», который отмечается ежегодно во второе воскресенье июля.
Указом Президента Республики Беларусь от 10.06.2005 № 268 учреждены:
- геральдический знак – эмблема налоговых органов;
- нагрудный знак Министерства по налогам и сборам Республики Беларусь «Выдатнік падатковай службы».
За высокие показатели в труде работники налоговых органов награждаются нагрудным знаком Министерства по налогам и сборам Республики Беларусь «Выдатнік падатковай службы», Почётной грамотой Министерства по налогам и сборам, поощряются объявлением Благодарности Министра по налогам и сборам, заносятся на Доску почета Министерства по налогам и сборам Республики Беларусь.

## Руководство
- Министр по налогам и сборам республики Беларусь — Кийко Дмитрий Николаевич
- Первый заместитель Министра по налогам и сборам — Клепча, Игорь Николаевич
- Заместитель Министра по налогам и сборам — Муквич Владимир Валерьевич
- Заместитель Министра по налогам и сборам — Еськова Светлана Владимировна
- Заместитель Министра по налогам и сборам — Скринников Игорь Викторович

## Структурные подразделения
- Управление контроля, делопроизводства и материально-технического обеспечения
- Главное управление методологии налогообложения организаций
- Главное управление налогообложения физических лиц
- Главное управление учёта налогов и ведомственного контроля
- Главное управление информационных технологий
- Главное управление организации контрольной деятельности
- Главное управление контроля подакцизных товаров и электронных технологий
- Управление международного налогового сотрудничества
- Отдел организационно-кадровой политики
- Юридическое управление
- Отдел финансирования, бухгалтерского учёта и отчетности
- Отдел информационно-разъяснительной работы

## Территориальные подразделения
Министерство имеет инспекции, 6 областных 1 городское :
- ИМНС Брестской области[тарашк.]
- ИМНС Витебской области[тарашк.]
- ИМНС Гродненской области[тарашк.]
- ИМНС Гомельской области[тарашк.]
- ИМНС Могилевской области[тарашк.]
- ИМНС Минской области[тарашк.]
- ИМНС г. Минска[тарашк.]